# 600e Infanteriedivisie (Russ.)
De 600e Infanteriedivisie (Russ.) (Duits: 600. Infanterie-Division (Russ.)) was de officiële Duitse aanduiding voor een voornamelijk uit Russen bestaande infanteriedivisie aan het einde van de Tweede Wereldoorlog. De divisie werd opgericht op 1 december 1944 en stond tevens bekend als de 1e Infanteriedivisie van het Russisch Bevrijdingsleger VS-KONR. 
De divisie werd opgebouwd in Münsingen en maakte tijdens de opbouwperiode formeel deel uit van het Ersatzheer, het reserveleger van de Wehrmacht. Op 28 januari 1945, toen de opbouw voltooid was, werd het commando overgedragen aan het Comité voor de Bevrijding van de Volkeren van Rusland (KONR), dat de status van bondgenoot kreeg. In Andrej Vlasov had het leger van het KONR, het VS-KONR, een eigen opperbevelhebber en daarmee een onafhankelijke positie ten opzichte van de Wehrmacht.
De kern van de divisie werd gevormd door restanten van de opgeheven 29. Waffen-Grenadier-Division der SS en 30. Waffen-Grenadier-Division der SS. Deze werd aangevuld met dertien Russische bataljons van de Wehrmacht en een groot aantal ex-krijgsgevangenen en -dwangarbeiders. Op volle sterkte telde de divisie 18.000 manschappen en was uitgerust met onder meer een aantal tanks van het type T-34, tankjagers van het type Jagdpanzer 38(t), enkele pantserwagens en verschillende typen artilleriegeschut.
Bij wijze van vuurdoop werd een klein detachement van de 1e Divisie in februari 1945 met succes ingezet tegen Sovjettroepen bij Neulewin aan de Oder. In maart werd de gehele divisie naar het Oderfront verplaatst, waar het Rode Leger dreigde door te breken. 
Begin april arriveerde de divisie in het gebied van Heeresgruppe Weichsel, waar zij op 13 april bij Erlenhof een aanval tegen het Rode Leger ondernam, hierbij ondersteund door de luchtmacht van het VS-KONR. Nadat de aanval binnen enkele uren was vastgelopen en de divisie circa 370 man had verloren, besloot Boenjatsjenko naar het zuiden te trekken, naar het gebied tussen Linz en Budweis, waar Vlasov zijn troepen wilde concentreren. Begin mei hield de divisie halt in de Tsjechische stad Kozojedy, op ongeveer 50 kilometer ten oosten van Praag. Hier werd Boenjatsjenko benaderd door vertegenwoordigers van het Tsjechische verzet, dat een opstand in Praag voorbereidde om de Duitsers uit de stad te verdrijven. De opstand brak uit op 5 mei en werd de volgende dag, zonder medeweten van Vlasov, bijgestaan door de 1e Divisie. Bij de gevechten met Duitse troepen kwamen ongeveer 300 militairen van de divisie om het leven. Hoewel dankzij de Russen het grootste deel van de stad kon worden bevrijd, wekte hun hulp de woede van de Tsjechische communisten, die eisten dat zij zich zouden overgeven aan het Rode Leger. Op 7 mei trok de divisie zich in westelijke richting terug uit Praag, de dag daarna capituleerde Duitsland. De divisie probeerde zich ten slotte over te geven aan de Amerikanen die echter, in weerwil van het internationaal recht, de Russen uitleverden aan de Sovjet-Unie, waar de militairen direct in Goelagkampen belandden. Divisiecommandant Boenjatsjenko werd na een schijnproces, net als de andere leiders van het KONR, op 1 augustus 1946 opgehangen.

## Samenstelling
- Grenadier-Regiment 1601
- Grenadier-Regiment 1602
- Grenadier-Regiment 1603
- Artillerie-Regiment 1600
- Pionier-Bataillon 1600
- Divisionseinheiten 1600